# Установка фракціонування Shoup
Установка фракціонування Shoup – підприємство нафтогазової промисловості на півдні Техасу, котре здійснює розділення зріджених вуглеводневих газів (ЗВГ).
Під час розробки покладів у басейні Ігл-Форд традиційно отримували певну кількість гомологів метану, суміш яких виділяли на газопереробних заводах. Подальше її розділення здійснювалось кількома установками фракціонування, однією з яких був завод у Shoup на околиці міста Корпус-Крісті, котрий з’явився ще в 20 столітті. 
Подачу суміші ЗВГ до установки забезпечують кілька ліній трубопровідної системи South Texas NGL і в той же час інша її підсистема надає можливість транспортувати розділені продукти до споживачів – нафтохімічних підприємств (в самому Корпус-Крісті з 1980 року діє установка парового крекінгу, майже половину сировини для якої становлять ЗВГ) та нафтопереробних заводів.
Станом на 2010 рік потужність фракціонатора у Shoup становила біля 70 тисяч барелів на добу, при цьому планувалось довести цей показник до 77 тисяч барелів. Після фракціонування отримують етан, пропан, бутан та фракцію С5+.